# Eduardo Estrada
Eduardo Estrada Celis (Sabana de Torres, Santander, 25 de enero de 1995) es un ciclista colombiano. Actualmente corre para el equipo colombiano Idea-Antioqueño-Lotería de Medellín de categoría amateur.

## Biografía
Después de estar durante 2014 en el equipo sub-23 francés de categoría amateur, el Chambéry CF, reserva del equipo ciclista Ag2r La Mondiale, pasó a partir de la temporada 2015 al equipo continental italiano, d'Amico-Bottecchia. Después de una corta temporada por Europa, el ciclista regresó al pelotón nacional, para correr en el equipo EPM-UNE.
Estrada, con 19 años de edad, era una de las promesas de ciclismo colombiano, había destacado en el ciclismo en ruta y pista, el año 2013 fue gran protagonista a nivel internacional en el Campeonato Panamericano Juvenil de Pista y Ruta en México, donde estuvo a milésimas de batir el récord mundial de su categoría en la persecución individual.
Para la temporada 2017 hizo parte del equipo antioqueño de categoría Continental el Medellín-Inder. En 2018 fichó por el conjunto Bicicletas Strongman Colombia Coldeportes.

## Palmarés en Ruta
2016
- 2º en el Campeonato de Colombia Contrarreloj sub-23

## Palmarés en Pista
2014
- Juegos Centroamericanos y del Caribe
  -  Medalla de Oro en Persecución por Equipos

2014
- Juegos Centroamericanos y del Caribe
  -  Medalla de Oro en Persecución individual

2017
- Juegos Bolivarianos
  -  Medalla de oro en Persecución por equipos
  -  Medalla de oro en Persecución individual

2018
- Campeonato de Colombia de Ciclismo en Pista
  -  Medalla de bronce Persecución individual
  -   Oro en Carrera por puntos
- Juegos Centroamericanos y del Caribe en Pista
  -  Bronce en Persecución individual

## Equipos
- GW Shimano (2012)
- Aguardiente Antioqueño-Lotería de Medellín (2013-2014)
- Chambéry CF (2014)
- d'Amico - Bottecchia (2015)
- EPM-UNE (2016)
- Medellín-Inder (2017)
- Bicicletas Strongman Colombia Coldeportes (2018-2019)
- EPM-Scott[2] (2020)
- Idea-Antioqueño-Lotería de Medellín (2021-)